# Junction (Utah)
Junction er en amerikansk by og administrativt centrum for det amerikanske county Piute County, i staten Utah. I 2000 havde byen et indbyggertal på 177.
38°14′11″N 112°13′23″V / 38.2364°N 112.2231°V